# Château de Holt
Le château de Holt (en gallois : Castell Holt ; en anglais : Holt Castle) est un château médiéval situé dans la petite ville de Holt, dans le county borough de Wrexham, au nord-est du pays de Galles. Sa construction débute au XIIIe siècle, à l'époque des guerres galloises. Le château est stratégiquement situé sur la frontière anglo-galloise, au bord de la rivière Dee.
Durant la période médiévale, la forteresse à cinq tours était connue sous le nom de Castrum Leonis ou Castle Lyons du fait de son motif de lion gravé dans la pierre au-dessus de la porte principale. Au XVIIe siècle, la quasi-totalité des pierres du château sont enlevées ; aujourd'hui, seules les fondations en grès subsistent.

## Construction
Le château, construit entre 1277 et 1311, est bâti en grès local au sommet d'un promontoire de 12 mètres de haut. Il avait la forme d'un pentagone et comportait une tour à chaque sommet.
Le château comportait une rampe permettant d'accéder à l'entrée principale, à la barbacane, à la basse-cour, à la poterne et aux courtines. L'édifice était entouré par une douve alimentée par la rivière Dee. L'édifice présente des similitudes architecturales avec les châteaux de Ruthin (en) et de Conwy.

## Histoire
Le roi Édouard Ier demande la construction d'un château avec des fondations en grès près de la Dee, peu après l'invasion des Galles du Nord en 1277. En 1282, Édouard Ier confie les terres galloises conquises au comte John de Warenne, qui avait pour mission de faire terminer la construction du château. En 1311, l'édifice est achevé et une petite ville est construite à côté pour les colons anglais.
Un siècle plus tard, en 1400, les troupes galloises brûlent la ville durant la révolte des Gallois dirigée par le prince Owain Glyndŵr ; cependant, le château n'est pas assailli par les Gallois.
Au XVIe siècle, le château de Holt est abandonné et tombe en ruines. Le cartographe anglais élisabéthain John Norden (en) dresse le levé du château et note que l'édifice « est en état de décomposition ».
Durant la plupart de la première guerre civile anglaise, Holt sert de garnison pour les troupes royalistes. Le château est capturé par les Têtes-Rondes en 1643, mais est repris par les royalistes au printemps 1644. Après s'être rendus, treize soldats de la garnison des têtes rondes sont exécutés à l'épée et leurs corps jetés dans la douve,. En janvier 1647, après un siège d'une durée de neuf mois, le gouverneur royaliste Richard Lloyd perd la garrison de Holt face à Thomas Mytton (en), le commandant des têtes rondes. À la suite de cette capitulation, Harlech est le seul bastion royaliste du pays de Galles ; il tombe cependant aux mains de Mytton au mois de mars. Après cette reddition, le colonel Roger Pope (en) est désigné gouverneur parlementarien du château de Holt. Plus tard dans la même année, Holt est neutralisée sur ordre du Parlement,.
Entre 1675 et 1683, la quasi-totalité du château est démantelée par Sir Thomas Grosvenor, baronnet d'Eaton, qui utilise des péniches pour faire descendre les pierres afin de construire le Eaton Hall après la première révolution anglaise.
Au XVIIIe siècle, les vestiges du château de Holt ne comportent qu'une partie d'une tour ainsi qu'un bâtiment rectangle. Malgré cela, la comtesse Anne Coventry (en) meurt au château en 1788.

## Aujourd'hui
De nos jours, les vestiges ne comportent plus que les fondations en grès. Toutefois, quelques éléments de maçonnerie sont toujours visibles, comme une poterne, un contrefort et les fondations d'une tour carrée.